# Fouquieria
Fouquieriaceae é uma família de plantas angiospérmicas (plantas com flor - divisão Magnoliophyta), pertencente à ordem Ericales.
Espécies seleccionadas
- Fouquieria burragei
- Fouquieria columnaris
- Fouquieria diguetii
- Fouquieria fasciculata
- Fouquieria macdougalii
- Fouquieria splendens
- Fouquieria purpusii
- Fouquieria splendens